# Уркендеу (Акмолинская область)
Уркендеу (каз. Өркендеу) — село в Коргалжынском районе Акмолинской области Казахстана. Административный центр Амангельдинского сельского округа. Код КАТО — 116033100.

## География
Село расположено в центральной части района на левом берегу реки Нура, на расстоянии примерно 10 километров (по прямой) к западу от административного центра района — села Коргалжын.
Абсолютная высота — 309 метров над уровнем моря.
Климат холодно-умеренный, с хорошей влажностью. Среднегодовая температура воздуха положительная и составляет около 4,7°С. Среднемесячная температура воздуха в июле достигает +21,5°С. Среднемесячная температура января составляет около -14,2°С. Среднегодовое количество осадков составляет около 355 мм. Основная часть осадков выпадает в период с июня по июль.
Ближайшие населённые пункты: село Коргалжын — на востоке, село Жумай — на северо-западе.
Севернее села проходит автодорога Р-2 «Астана – Коргалжын» (с подъездом к Коргалжынскому заповеднику).

### Улицы[4]
- ул. Абая,
- ул. Култума,
- ул. Мадина Ракымжана,
- ул. Улебай.

## Население
В 1989 году население села составляло 1046 человек (из них казахи — 100%).

В 1999 году население села составляло 851 человек (426 мужчин и 425 женщин). По данным переписи 2009 года, в селе проживало 489 человек (249 мужчин и 240 женщин).
| Численность населения | Численность населения | Численность населения |
| 1989                  | 1999                  | 2009                  |
| --------------------- | --------------------- | --------------------- |
| 1046                  | ↘851                  | ↘489                  |